# Affair in Trinidad
Affair in Trinidad (bra: Uma Viúva em Trinidad) é um filme noir estadunidense de 1952, dirigido por Vincent Sherman e estrelado por Rita Hayworth e Glenn Ford. Foi produzido pela Beckworth Corporation e lançado pela Columbia Pictures. O filme marca o retorno de Hayworth ao cinema depois de quatro anos longe da Columbia. Affair in Trinidad ultrapassou em US$ 1 milhão o filme de maior bilheteria de Hayworth até então, Gilda (1946).

## Elenco
- Rita Hayworth como Chris Emery
- Glenn Ford como Steve Emery
- Alexander Scourby como  Max Fabian
- Valerie Bettis como Veronica Huebling
- Torin Thatcher como Inspetor Smythe
- Howard Wendell como Anderson
- Karel Stepanek como Walters
- Juanita Moore como Dominique

## Recepção

### Bilheteria
O filme faturou cerca de US$ 2,7 milhões nas bilheterias da América do Norte em 1952.

### Prêmios e indicações
1953: Oscar de Melhor Figurino para Jean Louis (indicado)

## Músicas
- I've Been Kissed Before - escrita por Lester Lee e Bob Russell; interpretada por Rita Hayworth (dublada por Jo Ann Greer ).
- Trinidad Lady - escrita por Lester Lee e Bob Russell; interpretada por Rita Hayworth (dublada por Jo Ann Greer).